# Национальный мемориальный зал погибших израильтян

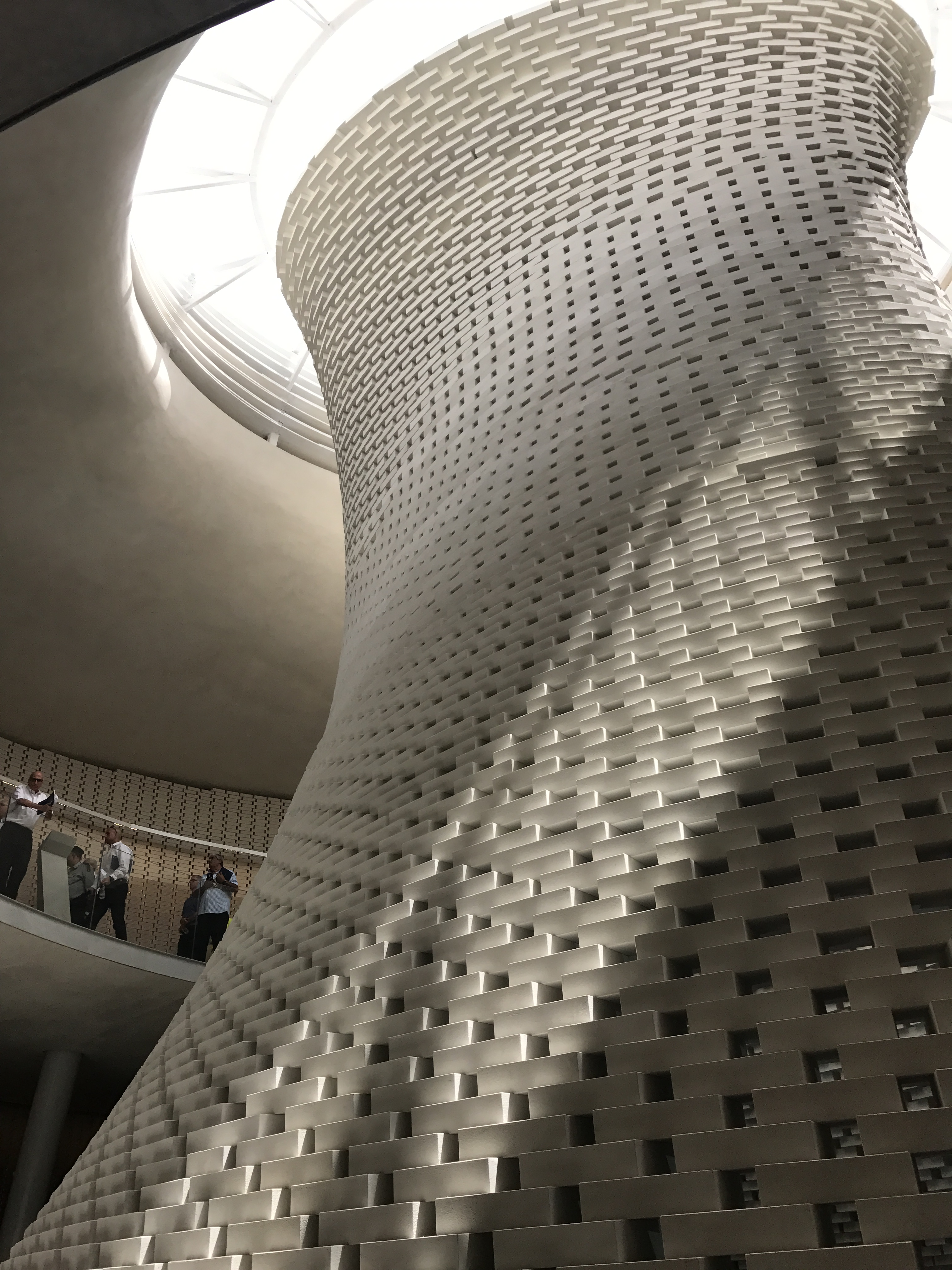
Памятники неизвестному солдату

Национальный мемориальный зал для израильтян (היכל הזיכרון הממלכתי לחללי מערכות ישראל - National Memorial Hall For Israel's Fallen) на Горе Герцля в Иерусалиме является инициативой Министерства обороны Израиль в ознаменование всех военных израильских жертв войны и еврейских бойцов с 1860 года по сегодняшний день. Мемориальный зал открылся 30 апреля 2017 года.

## Мемориал Неизвестному солдату
В центре зала горит вечный огонь, посвященный неизвестным солдатам Израиля.

## Галерея

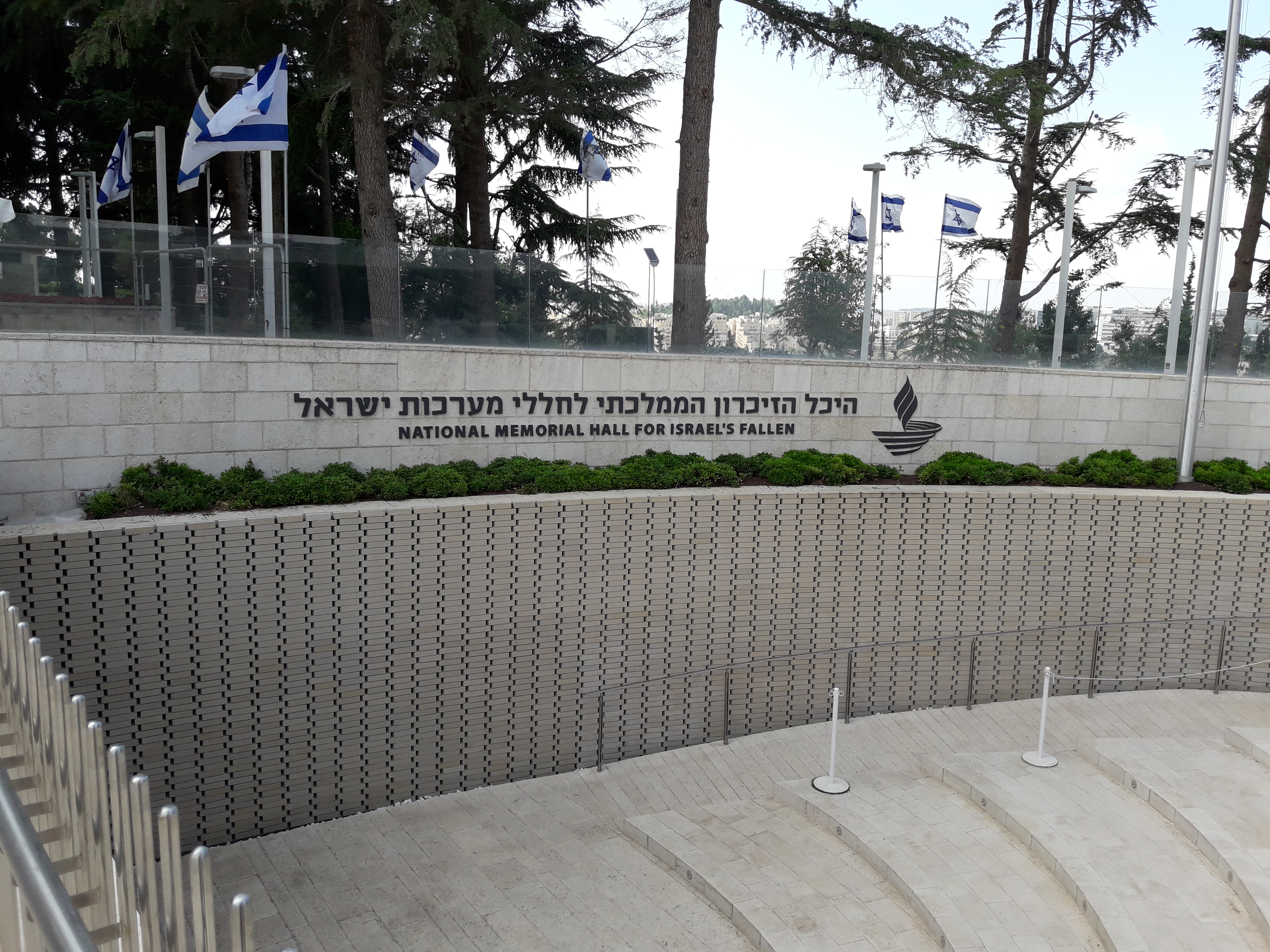
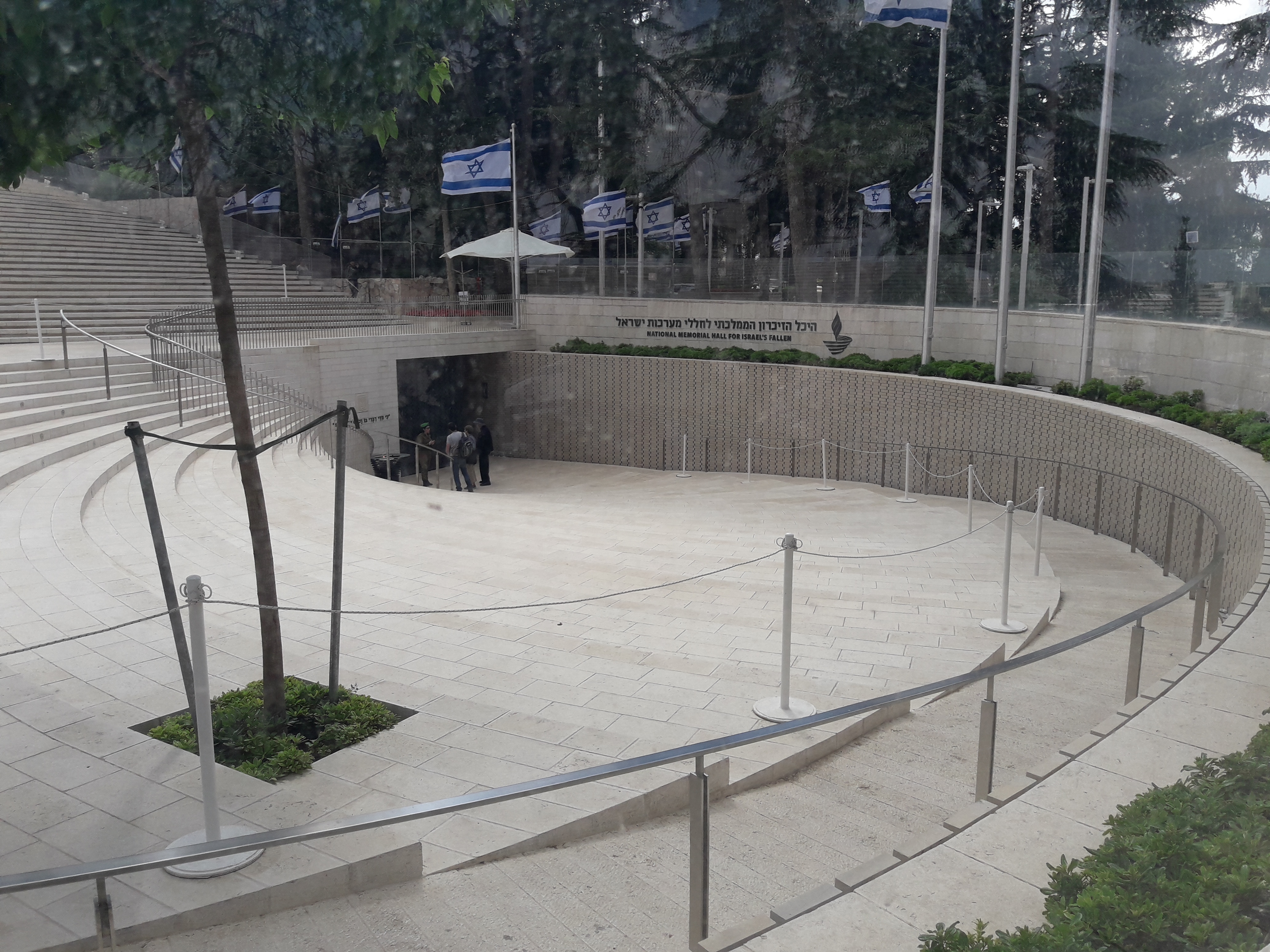
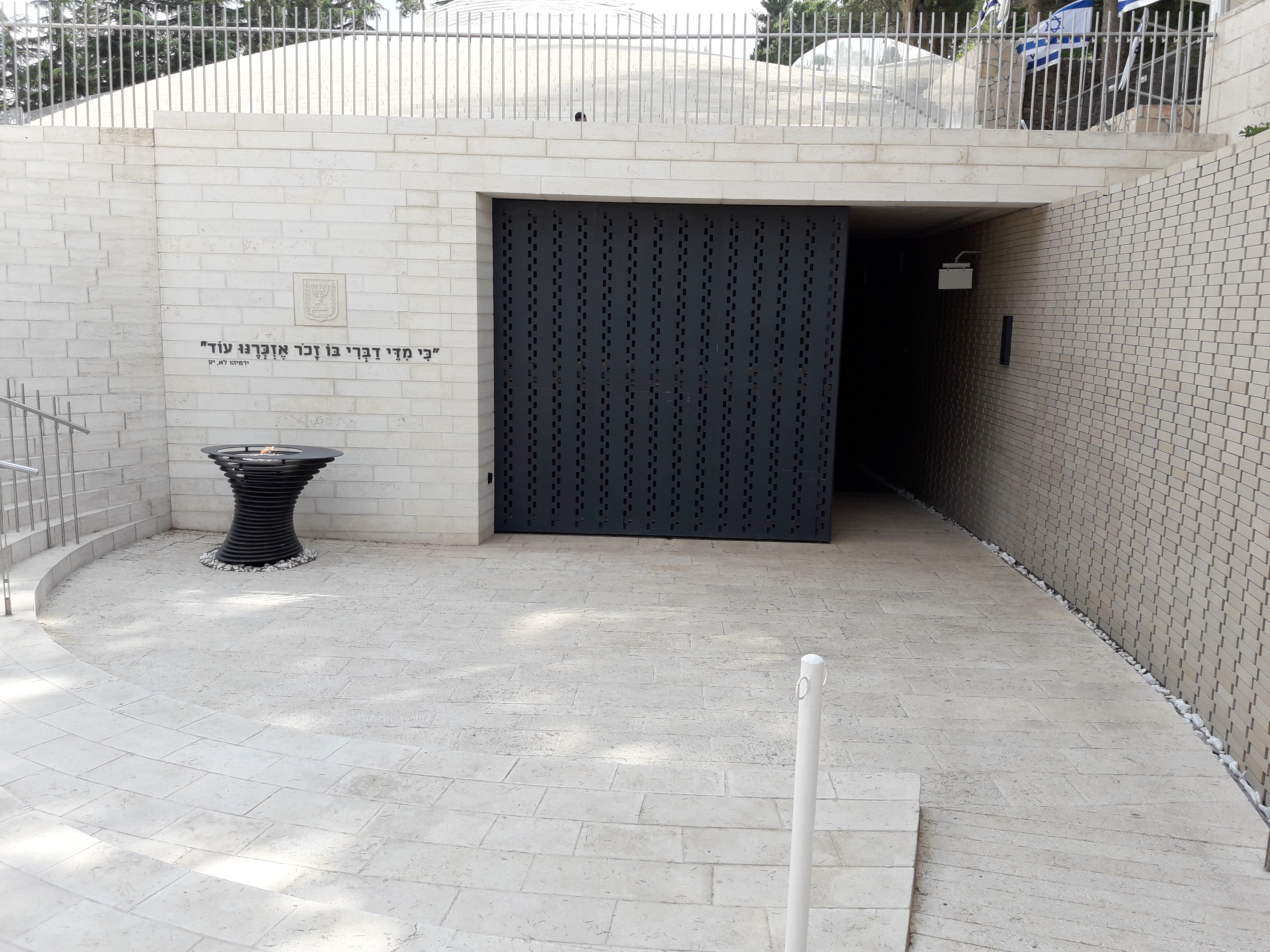
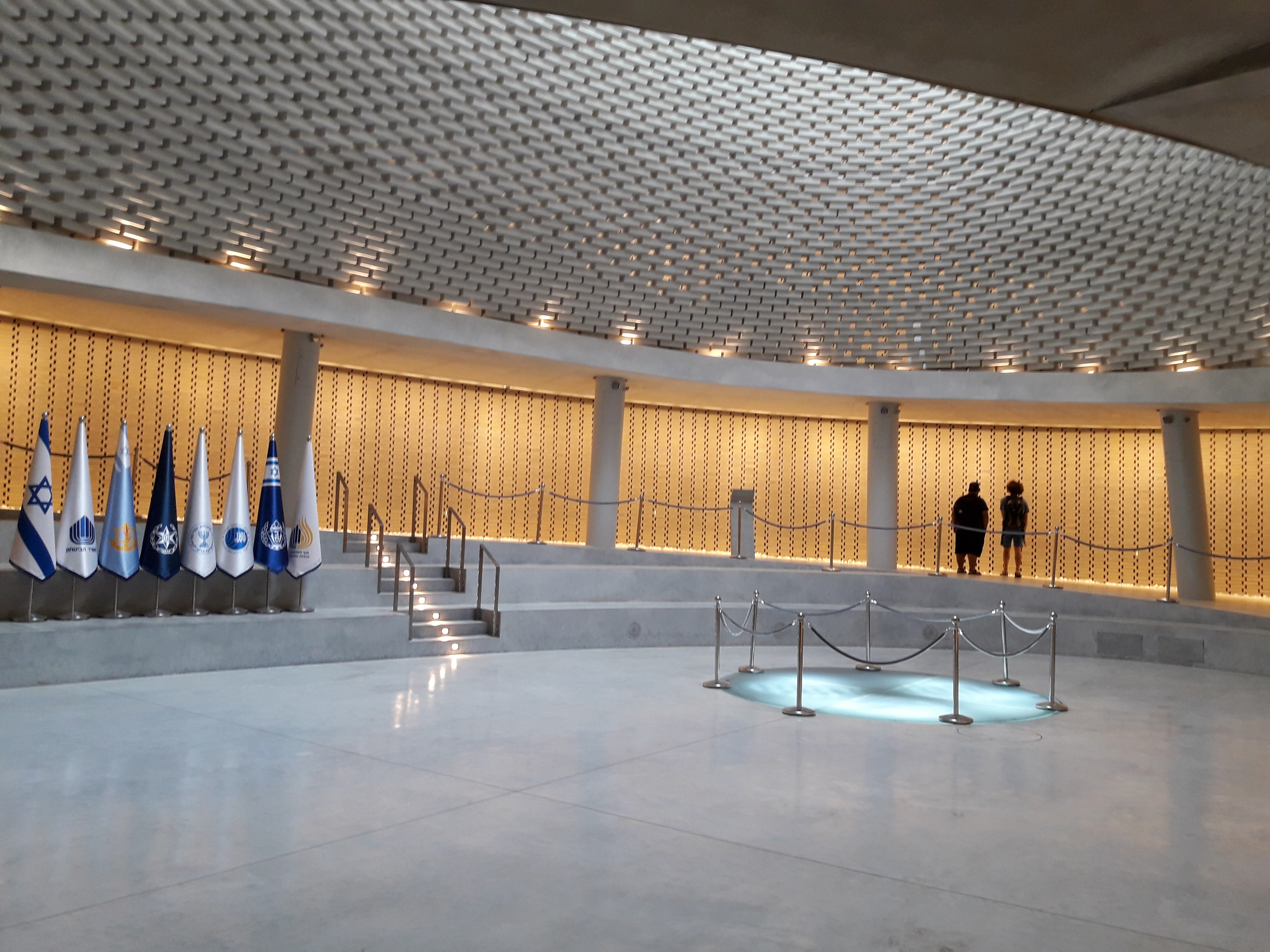
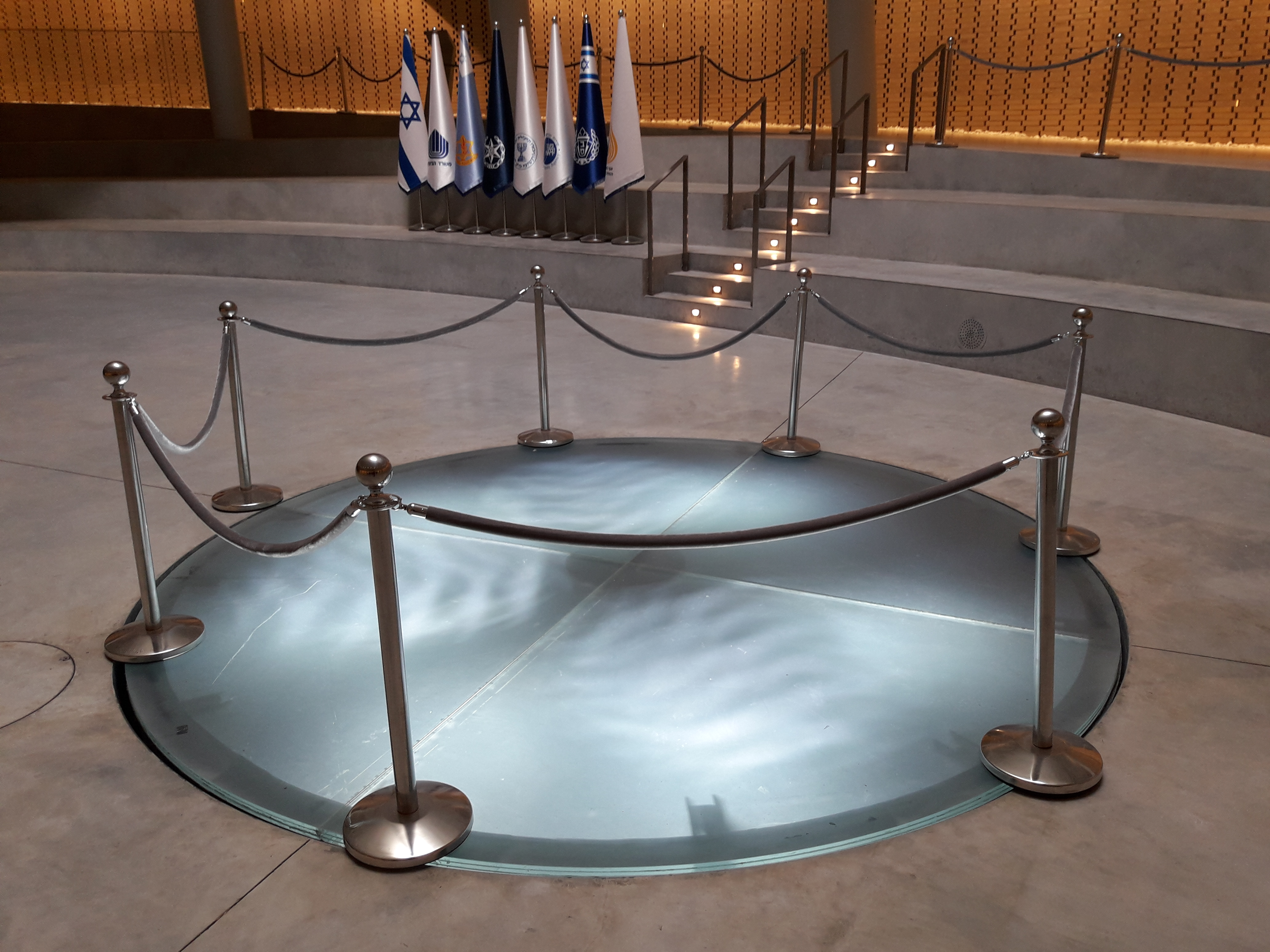
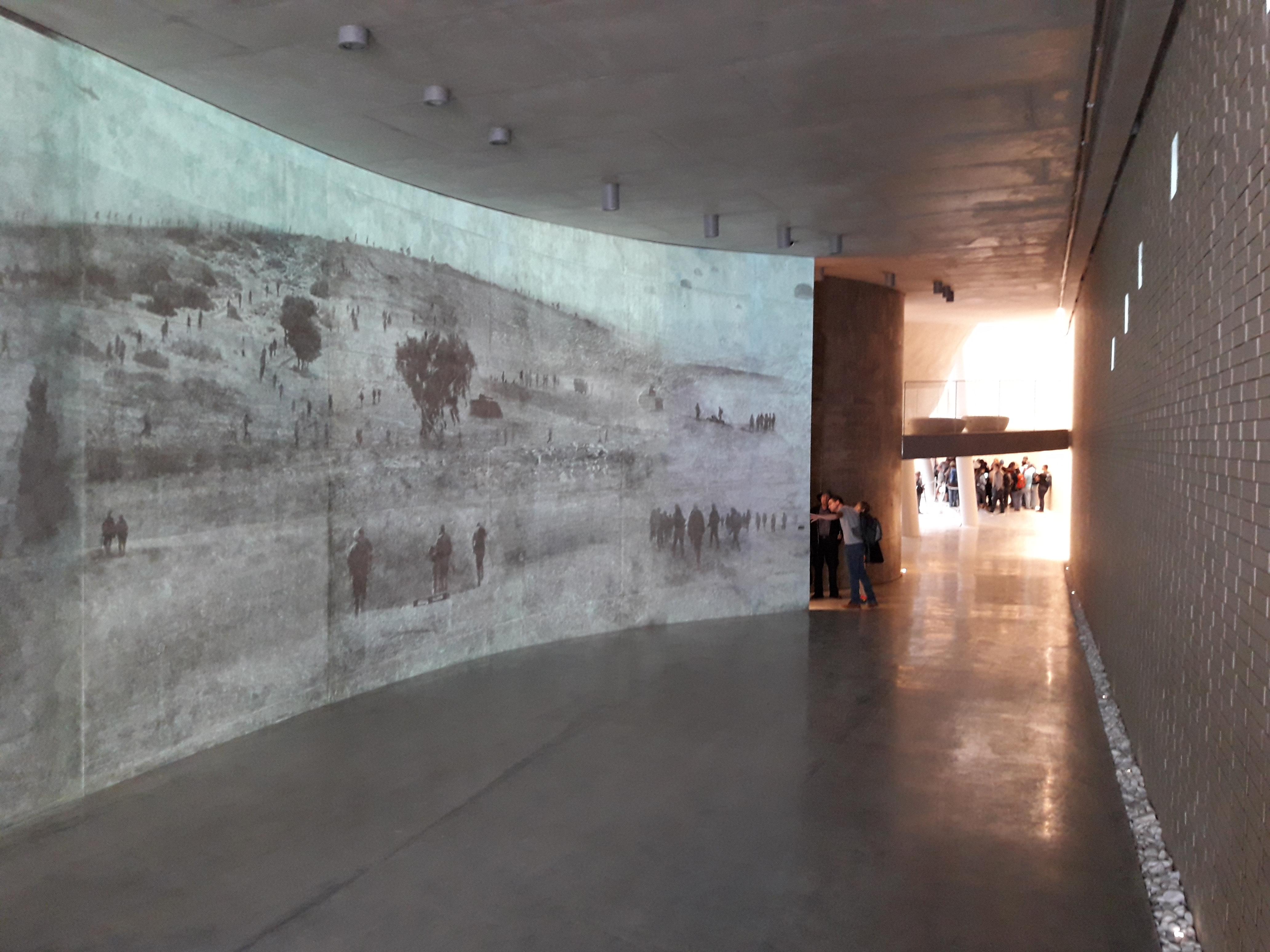
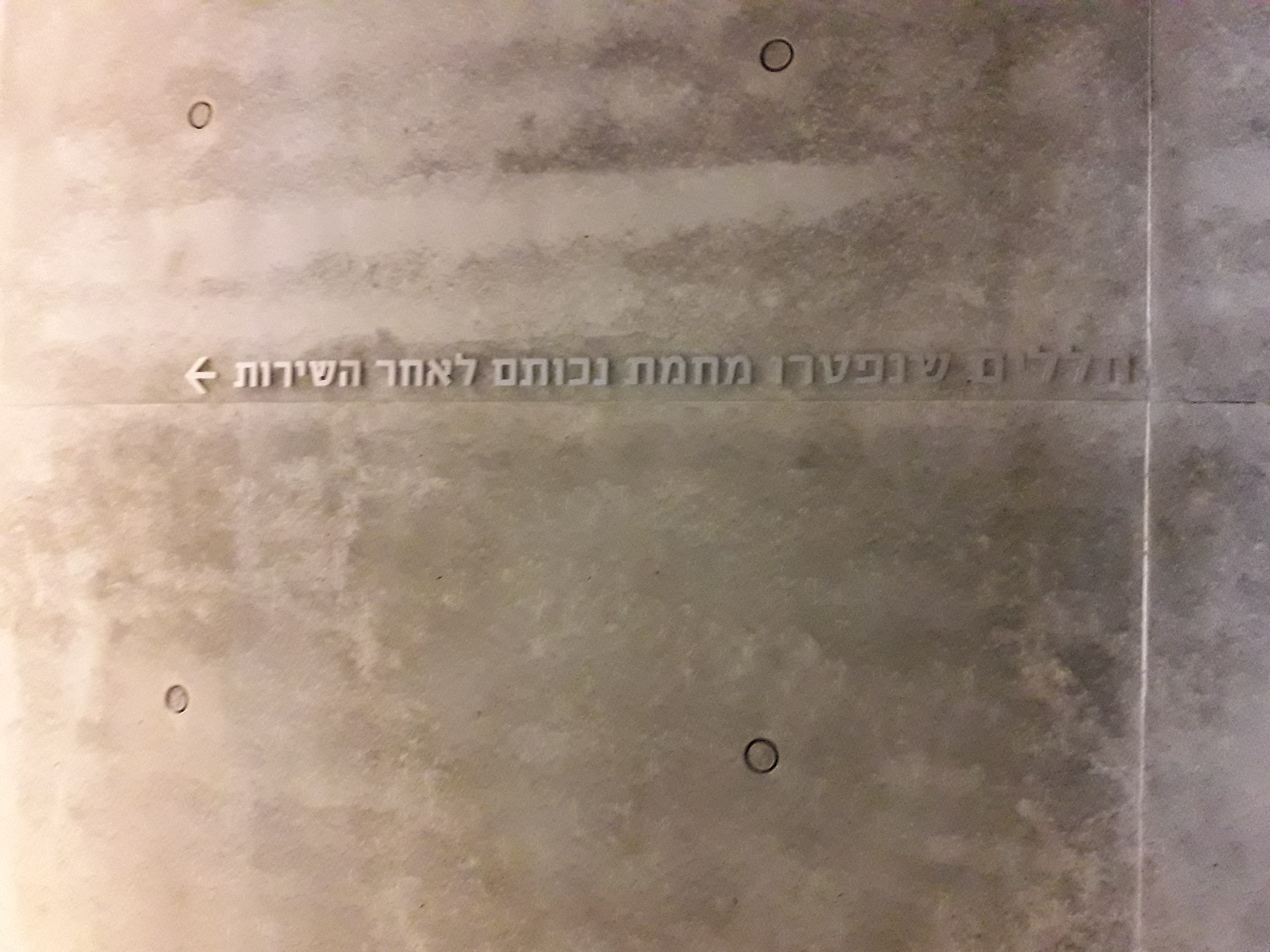
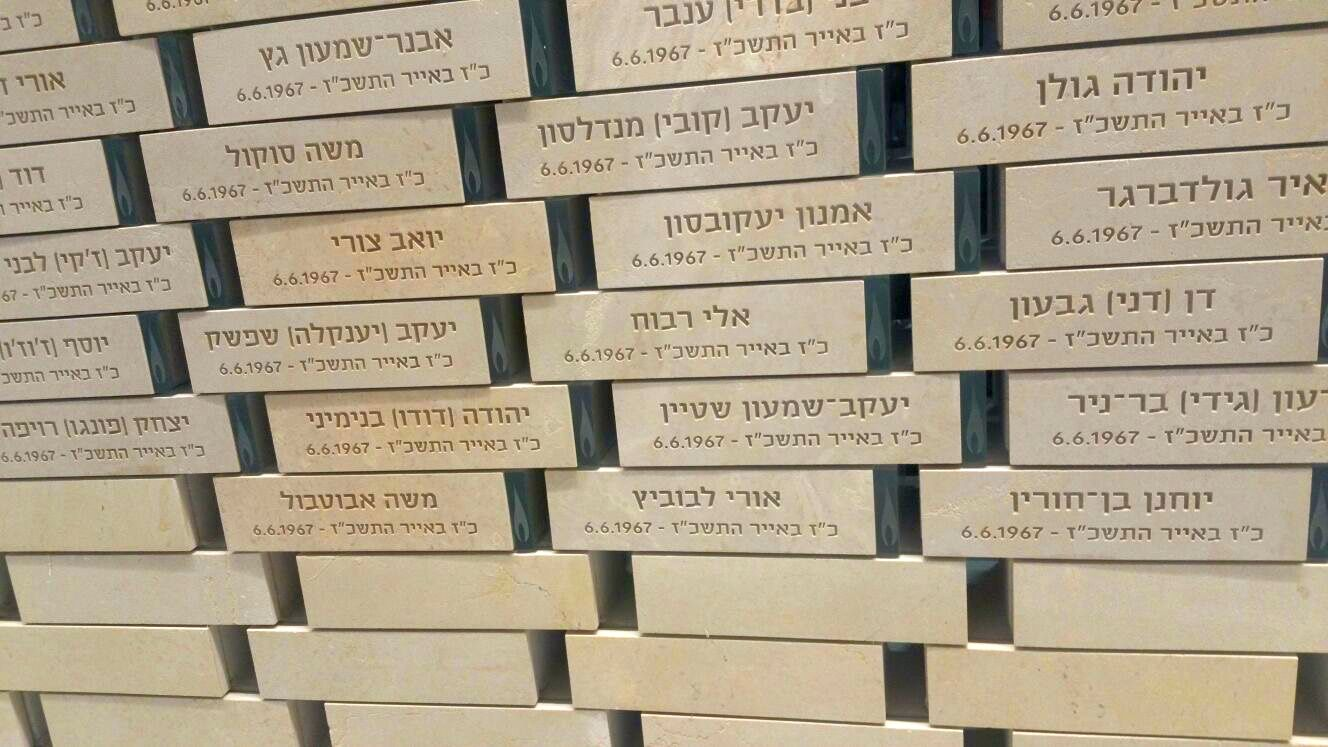
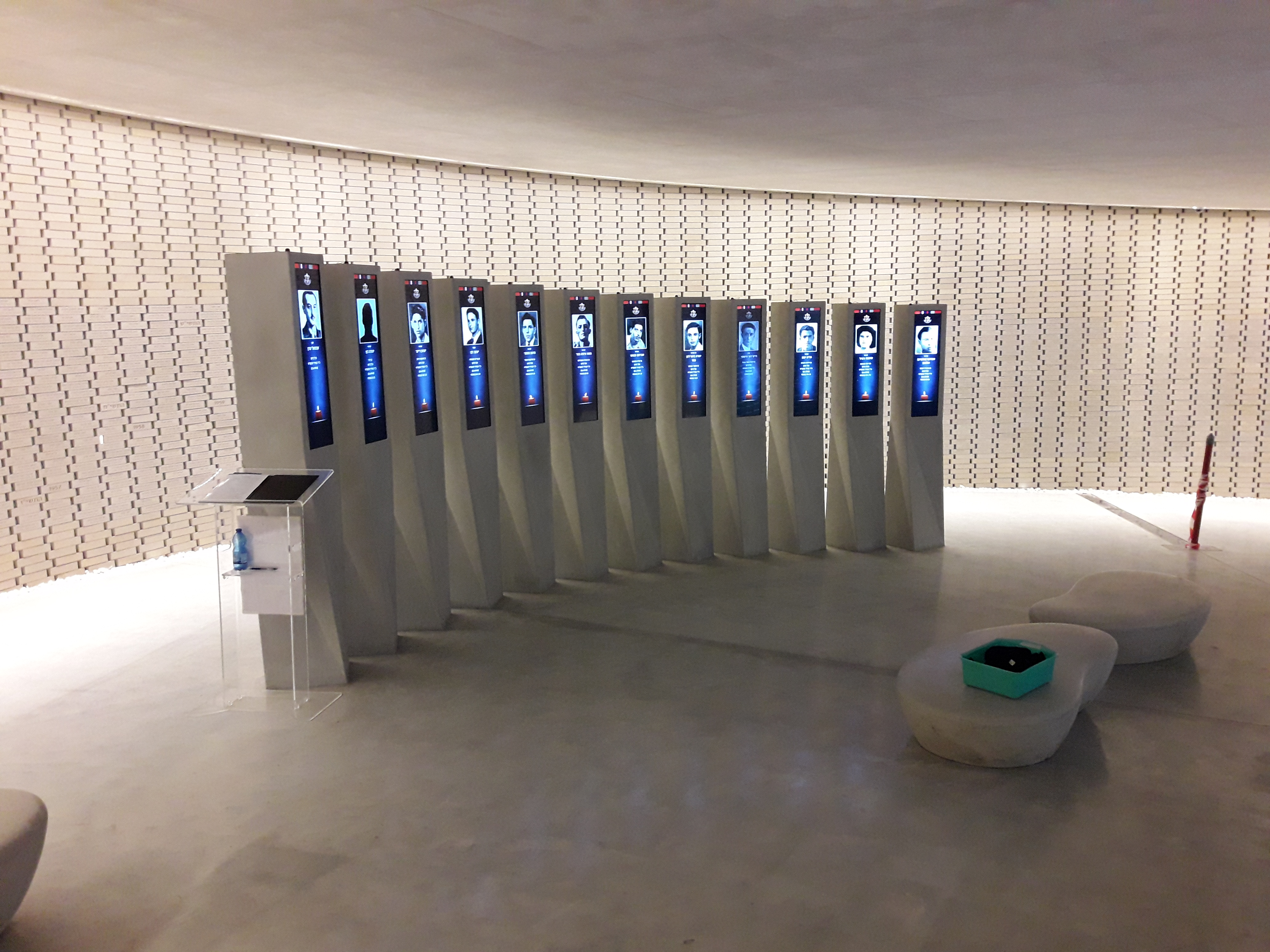